# Baiōken Eishun
Baiōken Eishun est un nom japonais traditionnel ; le nom de famille (ou le nom d'école), Baiōken, précède donc le prénom (ou le nom d'artiste).
 (mai 2025).
Si vous disposez d'ouvrages ou d'articles de référence ou si vous connaissez des sites web de qualité traitant du thème abordé ici, merci de compléter l'article en donnant les références utiles à sa vérifiabilité et en les liant à la section « Notes et références ».
Baiōken Eishun (梅翁軒永春), actif de 1710 à 1755 environ, est un artiste japonais de peintures et d'estampes, de l'école Kaigetsudō, l'une des grandes écoles de l'art ukiyo-e.
On le connaît également sous le nom de Hasegawa Eishun' (長谷川永春), ou encore Baiōken Nagaharu, Hasegawa Nagaharu, Takeda Harunobu, Shōsuiken et quelques autres noms d'artiste. Il produit des rouleaux verticaux polychromes typiques du style de l'école Kaigetsudō, et un certain nombre de gravures destinées à des livres illustrés.
Harunobu est, sans grand risque d'erreur, sa première signature comme tend à le prouver une série de peintures, rattachées par le style aux années 1710 et signées Nihonga Harunobu. Les œuvres signées Nagahuru datent de 1720 et plus tard. Vers la fin de sa carrière, il utilise la signature Mitsunobu. Ses dernières œuvres connues sont des illustrations pour un ouvrage en cinq tomes intitulé: Nihon Sankai Meibutsu Zu-e (illustrations des produits célèbres de la terre et des mers du Japon) et daté 1755.
Richard Lane décrit l'œuvre d'Eishun comme très proche de celle de Matsuno Chikanobu, bien que les courtisanes de ses bijin-ga (« peintures de jolies femmes ») soient plus élancées, et plus graves dans leur expression. Eishun, tout comme Chikanobu, a représenté une sorte de renaissance de l'école Kaigetsudō, qui était tombée en déclin à la suite du bannissement en 1714 de son fondateur, Kaigetsudō Ando, du fait du scandale causé à la cour du shogun par la dame d'honneur, Ejima.